# Lagrangeov teorem (teorija grupa)
Lagrangeov teorem jedan je od temeljnih teorema teorije grupa i kaže da za svaku konačnu grupu G, red (broj elemenata) podgrupe H od G dijeli red od G. Teorem je dobio ime po Joseph-Louis Lagrangeu.

## Dokaz Lagrangeovog teorema
Dokaz se može provesti koristeći koncept lijevih H-grupa u G. Lijeve H-grupe su klase ekvivalencije relacije ekvivalencije na G pa stoga particioniraju G. Posebno, x i y iz G su u relaciji ako i samo ako postoji h iz H takav da je x = yh. Ako pokažemo da sve H-grupe imaju jednak broj elemenata onda svaka H-grupa ima točno |H| elemenata. Gotovi smo jer je red od H puta broj H-grupa jednak broju elemenata od G pa samim time i to da red od H dijeli red od G. Sada, ako su aH i bH dvije desne H-klase onda možemo definirati preslikavanje  {\displaystyle f:aH\rightarrow {}bH} s {\displaystyle f(x)=ba^{-1}x}. Ovo preslikavanje je bijekcija jer je inverz dan s {\displaystyle f^{-1}(y)=ab^{-1}y}.
Ovaj dokaz pokazuje da je kvocijent redova {\displaystyle {\frac {|G|}{|H|}}} jednak indeksu [G : H] (broj lijevih H-grupa u G).